# Mycedium robokaki
Mycedium robokaki là một loài san hô trong họ Pectiniidae. Loài này được Moll & Best mô tả khoa học năm 1984.